# Sommer-Paralympics 2016/Teilnehmer (Kasachstan)
| stlisierte Goldmedaille | stlisierte Silbermedaille | stlisierte Bronzemedaille |
| ----------------------- | ------------------------- | ------------------------- |
| 1                       | 1                         | —                         |

Kasachstan entsandte vier Athletinnen und sieben Athleten zu den Paralympischen Sommerspielen 2016 in Rio de Janeiro,  die in fünf Sportarten antraten. Fahnenträger für Kasachstan bei der Eröffnungsfeier war der Schwimmer Anuar Akhmetov.

## Medaillen

### Medaillenspiegel
| Rang   | Sportart     | Gold | Silber | Bronze | Gesamt |
| ------ | ------------ | ---- | ------ | ------ | ------ |
| 1      | Schwimmen    | 1    | 0      | 0      | 1      |
| 2      | Powerlifting | 0    | 1      | 0      | 1      |
| Gesamt | Gesamt       | 1    | 1      | 0      | 2      |

## Teilnehmer nach Sportart

### Bogenschießen
| Athleten          | Wettbewerb    | Qualifikation | Qualifikation | 1. Runde     | 1. Runde | Achtelfinale  | Achtelfinale  | Viertelfinale | Viertelfinale | Halbfinale    | Halbfinale    | Finale        | Finale        | Rang |
| Athleten          | Wettbewerb    | Ringe         | Rang          | Gegner       | Ergebnis | Gegner        | Ergebnis      | Gegner        | Ergebnis      | Gegner        | Ergebnis      | Gegner        | Ergebnis      | Rang |
| ----------------- | ------------- | ------------- | ------------- | ------------ | -------- | ------------- | ------------- | ------------- | ------------- | ------------- | ------------- | ------------- | ------------- | ---- |
| Männer            |               |               |               |              |          |               |               |               |               |               |               |               |               |      |
| Alexandr Medvedev | Compound Open | 641           | 26            | A. Simonelli | 121:137  | ausgeschieden | ausgeschieden | ausgeschieden | ausgeschieden | ausgeschieden | ausgeschieden | ausgeschieden | ausgeschieden | 17   |

### Judo
| Athleten            | Wettbewerb       | 1. Runde    | 1. Runde | 1. Hoffnungsrunde | 1. Hoffnungsrunde | Viertelfinale | Viertelfinale | 2. Hoffnungsrunde | 2. Hoffnungsrunde | Halbfinale    | Halbfinale    | Kampf um Gold/Bronze | Kampf um Gold/Bronze | Rang |
| Athleten            | Wettbewerb       | Gegner      | Erg.     | Gegner            | Erg.              | Gegner        | Erg.          | Gegner            | Erg.              | Gegner        | Erg.          | Gegner               | Erg.                 | Rang |
| ------------------- | ---------------- | ----------- | -------- | ----------------- | ----------------- | ------------- | ------------- | ----------------- | ----------------- | ------------- | ------------- | -------------------- | -------------------- | ---- |
| Männer              |                  |             |          |                   |                   |               |               |                   |                   |               |               |                      |                      |      |
| Anuar Sariyev       | Klasse bis 60 kg | —           | —        | H. Borges         | 0:100             | R. Ibrahimov  | 002:100       | ausgeschieden     | ausgeschieden     | ausgeschieden | ausgeschieden | ausgeschieden        | ausgeschieden        | 9    |
| Kuralbay Orynbassar | Klasse bis 73 kg | A. Kitazono | 0:003    | ausgeschieden     | ausgeschieden     | ausgeschieden | ausgeschieden | ausgeschieden     | ausgeschieden     | ausgeschieden | ausgeschieden | ausgeschieden        | ausgeschieden        | 9    |

### Leichtathletik
Springen und Werfen
| Athleten        | Wettbewerb     | Finale | Finale | Rang |
| Athleten        | Wettbewerb     | Weite  | Rang   | Rang |
| --------------- | -------------- | ------ | ------ | ---- |
| Männer          |                |        |        |      |
| Amanat Kalkayev | Weitsprung T37 | 5,35 m | 10     | 10   |

### Powerlifting (Bankdrücken)
| Athleten              | Wettbewerb | Ergebnis | Rang   |
| --------------------- | ---------- | -------- | ------ |
| Männer                |            |          |        |
| Vadim Dukart          | bis 97 kg  | 165 kg   | 8      |
| Frauen                |            |          |        |
| Gulbanu Abdykhalykova | bis 50 kg  | 81 kg    | 7      |
| Raushan Koishibayeva  | bis 67 kg  | 113 kg   | Silber |

### Schwimmen
| Athleten             | Wettbewerb              | Vorlauf     | Vorlauf | Finale        | Finale        | Rang |
| Athleten             | Wettbewerb              | Zeit        | Rang    | Zeit          | Rang          | Rang |
| -------------------- | ----------------------- | ----------- | ------- | ------------- | ------------- | ---- |
| Männer               |                         |             |         |               |               |      |
| Anuar Akhmetov       | 100 m Rücken S12        | 1:08,28 min | 8       | 1:09,11 min   | 8             | 8    |
| Anuar Akhmetov       | 100 m Brust SB12        | 1:09,35 min | 3       | 1:09,17 min   | 4             | 4    |
| Anuar Akhmetov       | 100 m Schmetterling S13 | 1:06,43 min | 19      | ausgeschieden | ausgeschieden | 19   |
| Anuar Akhmetov       | 50 m Freistil S12       | 25,89 s     | 11      | ausgeschieden | ausgeschieden | 11   |
| Anuar Akhmetov       | 100 m Freistil S13      | 56,63 s     | 17      | ausgeschieden | ausgeschieden | 17   |
| Roman Agalakov       | 100 m Schmetterling S13 | 1:02,37 min | 15      | ausgeschieden | ausgeschieden | 15   |
| Roman Agalakov       | 50 m Freistil S13       | 26,01 s     | 13      | ausgeschieden | ausgeschieden | 13   |
| Roman Agalakov       | 100 m Freistil S13      | 57,72 s     | 18      | ausgeschieden | ausgeschieden | 18   |
| Roman Agalakov       | 200 m Lagen SM13        | 2:28,37 min | 17      | ausgeschieden | ausgeschieden | 17   |
| Frauen               |                         |             |         |               |               |      |
| Zulfiya Gabidullina  | 50 m Rücken S3          | 1:06,46 min | 8       | 1:00,64 min   | 6             | 6    |
| Zulfiya Gabidullina  | 50 m Brust SB3          | 1:19,01 min | 12      | ausgeschieden | ausgeschieden | 12   |
| Zulfiya Gabidullina  | 50 m Freistil S4        | 42,28 s     | 3       | 42,24 s       | 4             | 4    |
| Zulfiya Gabidullina  | 100 m Freistil S3       | 1:39,17 min | 2       | 1:30,07 min   | 1             | Gold |
| Zulfiya Gabidullina  | 150 m Lagen SM4         | 3:24,81 min | 8       | 3:25,30 min   | 7             | 7    |
| Natalya Zvyagintseva | 100 m Rücken S6         | 1:36,82 min | 8       | 1:34,59 min   | 7             | 7    |